# Горка (Двиницкое сельское поселение)
Горка — деревня в Сокольском районе Вологодской области.
Входит в состав Двиницкого сельского поселения, с точки зрения административно-территориального деления — в Двиницкий сельсовет.
Расстояние по автодороге до районного центра Сокола — 39,5 км, до центра муниципального образования Чекшина — 1,5 км. Ближайшие населённые пункты — Шадрино, Окуловское, Новый, Карповское, Чекшино, Мишуткино.
По переписи 2002 года население — 11 человек.